# Kustod
Kustod je kod franjevaca predstojnik kustodije, ponekad provincijalov zamjenik.
Najpoznatiji je kustod Svete Zemlje, franjevački poglavar u Svetoj Zemlji, sa sjedištem u Jeruzalemu.